# Gary Miller (científico informático)
Gary Lee Miller es un informático estadounidense, profesor de ciencias de la computación en la Universidad Carnegie Mellon, Pittsburgh, Estados Unidos. En 2003 ganó el premio Paris Kanellakis de la Association for Computing Machinery (ACM)  (compartido con otras tres personas) por el desarroloo del test de primalidad de Miller-Rabin. Fue nombrado miembro de la ACM en 2002 y ganó el premio Knuth en 2013.

## Semblanza
Miller recibió su doctorado por la Universidad de California en Berkeley en 1975 bajo la dirección de Manuel Blum. Después de períodos en distintas facultades (la Universidad de Waterloo, la Universidad de Rochester, el Instituto de Tecnología de Massachusetts y la Universidad del Sur de California), Miller se mudó a la Universidad Carnegie Mellon, donde ha desarrollado la mayor parte de su carrera como profesor de ciencias de la computación. Además de su influyente tesis sobre teoría de números computacional y las pruebas de primalidad, Miller ha trabajado en muchos temas centrales en ciencias de la computación, incluidos los isomorfismos de grafos, los algoritmos paralelos, la geometría computacional y la computación científica. Su enfoque más reciente en la computación científica condujo a resultados revolucionarios con los estudiantes Ioannis Koutis y Richard Peng en 2010, que actualmente brindan los algoritmos más rápidos, en la teoría y en la práctica, para resolver sistemas lineales "simétricos diagonalmente dominantes", que tienen aplicaciones importantes en el procesamiento de imágenes, algoritmos de red, ingeniería y simulaciones físicas. Su tesis doctoral se tituló Hipótesis y pruebas de primalidad de Riemann.